# Gaston Billotte
El General Gaston Henri Gustave Billotte (10 de febrer de 1875 – 21 de maig de 1940) va ser un general francès. Va ser el cap del 1r Grup d'Exèrcits durant la batalla de França i la penetració a Sedan al maig de 1940. Va morir en un accident de carretera ocorregut el 19 de maig de 1940. Va ser el pare de Pierre Billotte (1906-1992), també general i polític francès.

## Biografia
Fill d'un director de l'escola pública, d'una família d'origen borgonyesa, va néixer el 1875 a l'Aube.
Després de graduar-se a l'escola militar de Saint-Cyr el 1896, s'uní a la infanteria de marina. Serví a Tonquín (Xina), tornant a França per estudiar a l'escola de Guerra (promoció 1907-1909). Tornà a Tonkin com a cap de batalló entre 1911 i 1913, marxant al Marroc el 1915 en el si del Cos d'Ocupació.

### I Guerra Mundial
Promogut a tinent coronel el 1915, va ser destinat al gran quarter general com a cap de la secció del Teatre d'Operacions Exteriors. Va ser promogut a coronel el 1916 i nomenat cap de la 3a oficina del grup d'avançada. El 1918 comandà un regiment d'infanteria, sent gassejat amb iperita al mont Kemmel.

### Període d'entreguerres
Entre abril de 1919 i desembre de 1920 formà part de la missió militar francesa a Polònia. Promogut a general de brigada al juliol de 1920. Entre febrer i juny de 1921 comandà la 1a brigada d'infanteria de Tunísia i de la sots-divisió de Tunis. Entre juny i novembre de 1924 va ser comandant de la 2a divisió de Llevant, i entre 1925 i 1926 va combatre al Marroc. Promogut a general de divisió a l'abril de 1927, va ser destinat a l'estat major de les tropes colonials. Al desembre de 1927 passà a comandar la 10a Divisió d'Infanteria Colonial i, al maig de 1929, la 3a. El 1930 pren el comandament de les forces de l'exèrcit francès a Indoxina. Al seu retorn, és promogut a General d'Exèrcit el 1933 i esdevé membre del Consell Superior de la Guerra al novembre de 1933, fins a l'inici de la Segona Guerra Mundial. Entre febrer de 1936 a desembre de 1937 també exerceix com a president del Comitè Consultiu de Defensa de les Colònies. Al febrer de 1937 és situat com a oficial fora de quadre, encara que mantingut com a actiu. El 17 de novembre de 1937 és nomenat governador militar de París.

### Segona Guerra Mundial
Des de l'entrada en guerra de França al setembre de 1939, comandà el Primer Grup d'Exèrcits, que s'estenia entre Montmédy, al Mosa, fins al mar del nord. Al desembre de 1939, després de la victòria alemanya a Polònia, va escriure un informe als seus superiors, els generals Gamelin i Georges sobre l'ús de les arma cuirassada a partir de les lliçons extretes a Polònia. Aquest informe feia èmfasi en què, pel costat polonès, la natura del terreny poc propici a la defensa, la pobresa de les fortificacions i la mancança d'armes antitanc van contribuir a la ràpida victòria alemanya. Feia una comparació amb la situació de Bèlgica, que ell jutjava semblant. Al seu informe, Billote estimava amb exactitud el nombre de blindats alemanys (uns 2000), indicant que "si bé numèrica i tècnicament la nostra superioritat sobre les 5 divisions blindades alemanyes està fora de tot dubte; tàcticament no és així car nosaltres només tenim tres divisions mecanitzades per fer-los front
Durant la batalla de França, dirigí la maniobra de Dyle-Breda el 10 de maig de 1940, portada a terme pels exèrcits Primer, Novè i Setè, però això quedà en res a causa de la penetració alemanya a Sedan. Provà de reorganitzar una defensa, però quedà desfeta davant l'avanç dels blindats alemanys cap al mar. El 19 de maig participà en la conferència d'Ypres, on el general Maxime Weygand, que havia pres el comandament, intentà començar una ofensiva per tallar la rereguarda de les divisions cuirassades alemanyes. Tornant de la reunió, el 19 de maig de 1940, el seu vehicle topà a gran velocitat contra un camió militar, prop de Bailleul. Greument ferit i en estat de coma, el general Billote va morir dos dies després a l'hospital. El general britànic Henry Pownall, cap de l'estat major de Lord Gort, va dir que: "Amb tots els respectes, no és cap pèrdua per a nosaltres en aquesta emergència."

## Dates de promoció
- Tinent Coronel - 1915
- Coronel - 1916
- General de Brigada (Polònia) – 15 de març de 1919
- General de Brigada – 11 de juliol de 1920
- General de Divisió – 9 de març de 1927
- General de Cos d'Exèrcit – 14 de juny de 1930
- General d'Exèrcit – 4 de novembre de 1933

## Condecoracions
- Gran Creu de la Legió d'Honor – 23 de desembre de 1937

- Gran Oficial de la Legió d'Honor – 24 de desembre de 1931
- Comandant de la Legió d'Honor – 11 de juliol de 1924
- Oficial de la Legió d'Honor – 15 d'octubre de 1918
- Cavaller de la Legió d'Honor – 30 de desembre de 1904

- Creu de Guerra 1914-1918 (21/01/15)
- Medalla interaliada 1914-1918
- Medalla commemorativa de la guerra 1914-1918
- Medalla commemorativa de Síria-Cilícia
- Medalla colonial amb barra "Maroc"
- Company de l'Orde del Bany (Regne Unit)
- Cavaller Comandant del Reial Orde Victorià (Regne Unit)
- Comendador de l'Orde de la Corona d'Itàlia
- Gran Oficial de l'Orde de la Corona (Bèlgica)
- Oficial de l'Orde de Leopold (Bèlgica)
- Creu de Guerra Belga 1914-1918
- Comanador de l'orde d'Ouissam Alauita (Marroc) - 1913